# Половодье (фильм, 1962)
«Половодье» — советская мелодрама 1962 года.

## Сюжет
Деревенская сирота, восемнадцатилетняя Даша Стрешнева за свой самоотверженный труд на ферме получает звезду Героя Социалистического Труда. В этот же день в колхоз приезжает её жених Зиновий, моряк с Дальнего Востока, решивший поселиться в этих краях. Бывшая подружка Даши Юлька после награждения высказывает ей, что она «липовая» героиня, потому что ей все помогают. Расстроенная Даша решает передать Юльке своих лучших коров на колхозной ферме, а самой взять первотёлков, и отказаться от дома, который колхоз строит для неё и её жениха. Неожиданно для Даши Зиновий, которого она знала до этого только по двухлетней переписке, обнаруживает свою жадность и мелкособственническую натуру, убеждая её не браться за трудную работу в колхозе (раздаивать первотёлок), и заявляет, что сам достроит дом без помощи колхоза. Для Даши начинается драма, когда она начинает разрываться между своей любовью к Зиновию и несовместимостью их жизненных взглядов. Она всё-таки берётся за первотёлок, и одна из коров бьёт её, когда она пытается её раздоить. Зиновий снова пытается убедить Дашу отказаться от этой трудной работы или вообще уехать жить в город. Между ними происходит ссора и накануне свадьбы Зиновий решает «проучить» Дашу и уехать в город. Но когда баржа уже отплывает от пристани, Зиновий узнаёт, что Даша в положении. Он возвращается и они расписываются в загсе. Даша решает ничем не перечить мужу. Через некоторое время Зиновий заставляет её забрать свою корову из колхозного стада домой. На подружек Даши, работающих на колхозной ферме, это производит удручающее впечатление. Председатель колхоза Анна Гавриловна приходит к Даше и пытается ей объяснить что она и Зиновий несовместимые по своим жизненным устоям люди и что им лучше расстаться. Но Даша не может пересилить своё чувство к Зиновию.
Наступает зима и приближается время когда Даша должна родить ребёнка. Внезапно заболевает Анна Гавриловна, которая для сироты Даши всегда была самым близким человеком. Когда она узнаёт, что Анна Гавриловна умерла, она бежит к траурной процессии и на кладбище теряет сознание. После родов Зиновий присылает Даше в роддом письмо, в котором пишет, что ушёл из колхоза и перебрался в город, и собирается забрать туда же Дашу и сына. Даша, которая не представляет себе жизни без своего родного села, выписывается раньше времени из роддома, чтобы не встретиться с Зиновием и возвращается домой. Приходят подружки Даши и помогают ей привести в порядок заколоченный дом. Вечером приезжает Зиновий чтобы забрать её в город, но Даша не соглашается уехать. В порыве злости Зиновий бросает её звезду Героя на пол и кричит: «Это она тебе всё заслонила!» Даша, окончательно осознав их несовместимость говорит ему, чтобы он уходил.
Проходит время, на железнодорожной станции колхозники и среди них Даша провожают колхозных делегаток «на съезд к Хрущёву». На станции она случайно встречает Зиновия, он просит у неё прощения.

## В ролях
- Галина Яцкина — Даша Стрешнева
- Валентин Зубков — Зиновий Алексеевич
- Вера Кузнецова — Пронина Анна Гавриловна, председатель колхоза
- Евгений Шутов — Артёмов Матвей Владимирович, секретарь райкома
- Софья Гаррель — Федосеевна, почтальон
- Руфина Яковлева — Юлька, доярка
- Валентина Березуцкая — доярка
- Ольга Маркина — Паня, тётка Зиновия
- Раиса Кириллова — доярка
- Наталья Крачковская — доярка
- Рудольф Панков — Семён
- Владимир Смирнов — Егор, жених Юльки
- Сергей Калинин — Пахомыч, колхозный сторож
- Сергей Филиппов — Степан
- Георгий Шаповалов — Кузьма Кузьмич
- Юрий Медведев — Микитка
- Семён Морозов — парень с гусями на пароме
- Виктор Степанов — матрос
- Алейников Пётр — собутыльник Зиновия

## Место съёмки
Съёмки проходили в г.Тарусе, Калужской области